# Samuel Liddell MacGregor Mathers

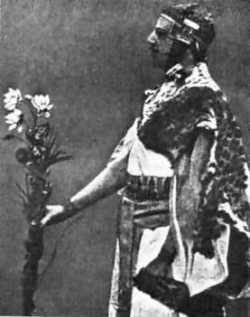
MacGregor Mathers

Samuel Liddell MacGregor Mathers, (ur. 8 lub 11 stycznia 1854, zm. 5 lub 20 listopada 1918 w Paryżu) – angielski okultysta, mag, jedna z najbardziej wpływowych postaci nowożytnego okultyzmu. Najbardziej znany jest jako założyciel Hermetycznego Zakonu Złotego Brzasku.
Urodził się 8 lub 11 stycznia 1854 w Londynie. Był osobą jak na owe czasy bardzo ekscentryczną; praktykował wegetarianizm i nie palił papierosów. Jego głównymi zainteresowaniami były magia i wojskowość.
Mathers wstąpił do masonerii 4 października 1877. 30 stycznia 1878 został Mistrzem Masonów a w 1882 został członkiem Towarzystwa Różokrzyża w Anglii, które w 1903 przekształciło się w Hermetyczny Zakon Złotego Brzasku.
Mathers znał wiele języków tj. francuski, łaciński, grecki, hebrajski, celtycki (Gaelic) i koptyjski. Przetłumaczył na angielski następujące książki: Księga Świętej Magii Abramelina Maga, Kabała Odsłonięta, Większy Klucz Salomona i Mniejszy Klucz Salomona. Przyczynił się tym samym do ogromnego rozwoju okultyzmu i ezoteryzmu.
Jednym z jego wrogów był dawny przyjaciel Aleister Crowley.
Mathers umarł 5 listopada (lub 20 listopada) 1918. Przyczyna jego śmierci nie jest do końca znana; prawdopodobnie jednak był ofiarą hiszpańskiej grypy.
Był mężem Moiny Mathers.